# دانشگاه دالاس
دانشگاه دالاس مؤسسه آموزش عالی مستقل و خصوصی منطقه‌ای کاتولیک در ایروینگ تگزاس است.
۸۰ درصد از فارغ‌التحصیلان این دانشگاه که در سال ۲۰۱۰ در برنامه‌های بین‌المللی برای تحصیل در خارج از کشور شرکت کردند در شش ردهٔ بالای کل دانشجویان موسسات آموزش عالی در ایالات متحده قرار گرفتند.

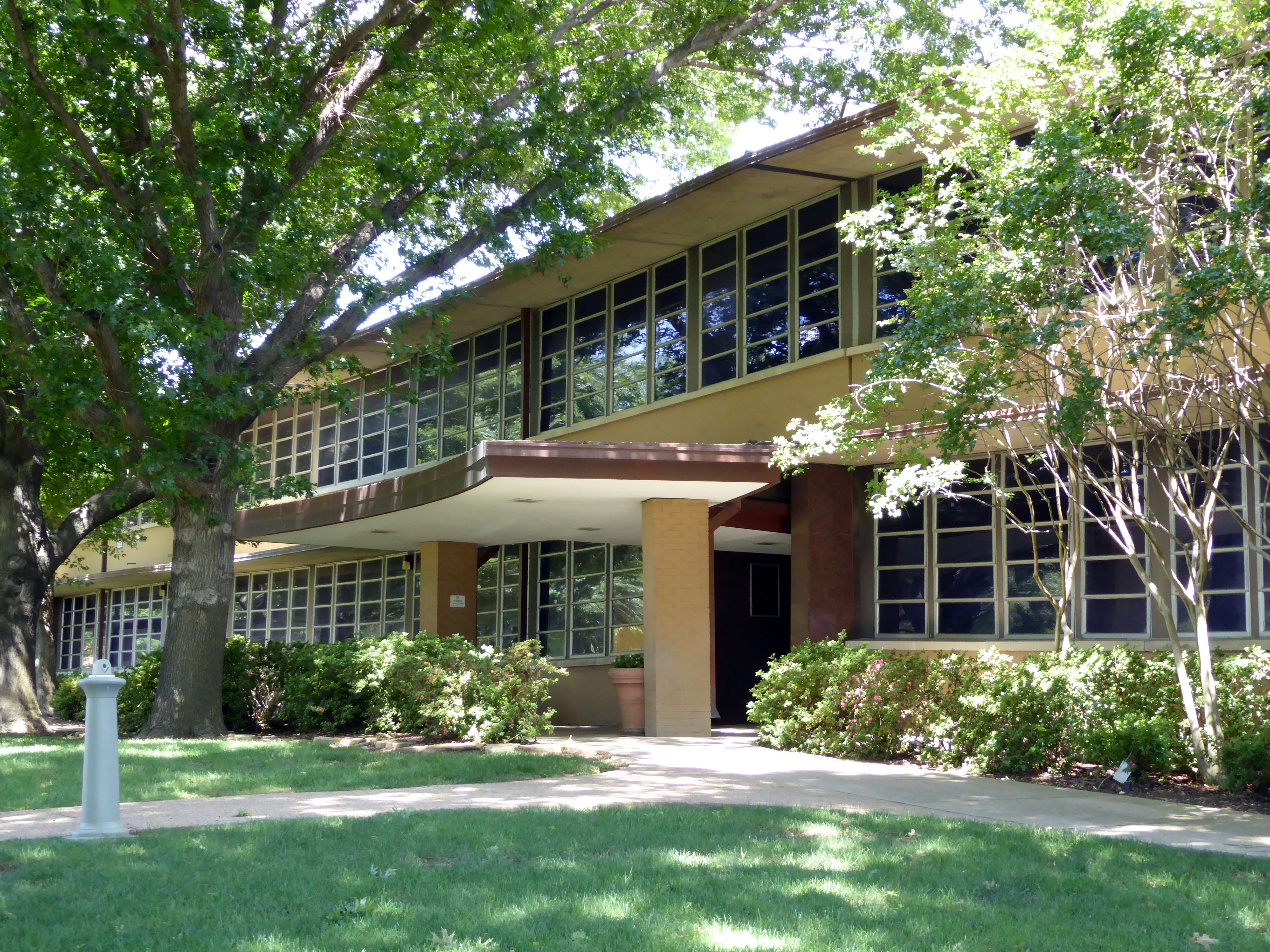
سالن نجاری یکی از ساختمان‌های اصلی در محوطه دانشگاه دالاس.
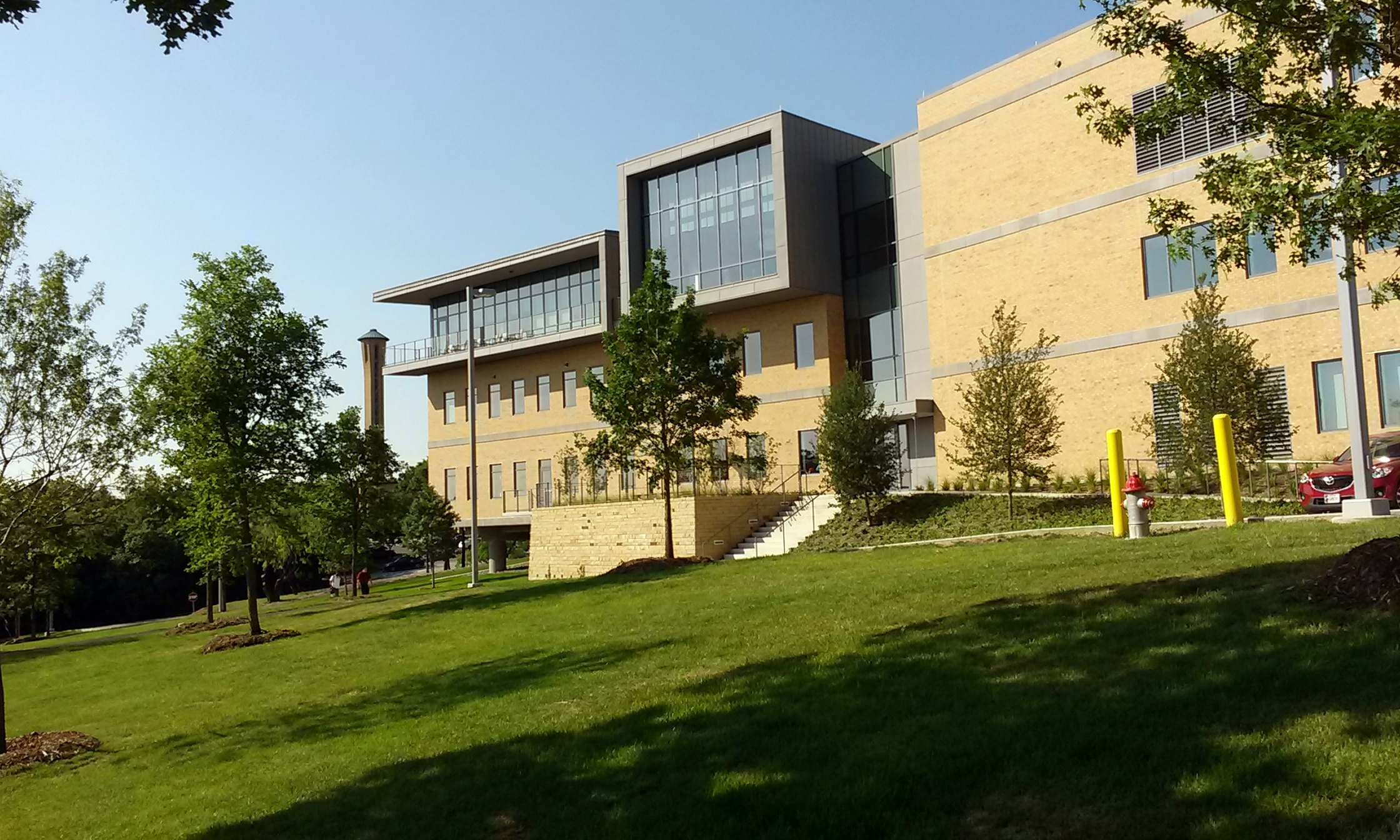
سالن SB دانشگاه دالاس برج برانیف در پس زمینه دیده می‌شود.